# Ephippidae
Famille
Les Ephippidae sont une famille de poissons de l'ordre des Perciformes.

## Description et caractéristiques
Ce sont des gros poissons très aplatis latéralement et élevés verticalement, que l'on trouve dans les eaux marines (rarement saumâtres) des océans Atlantique, Indien et Pacifique, principalement dans la zone intertropicale. Leur nageoire anale porte 3 épines, leur bouche est petite.
Ce sont des poissons relativement omnivores, qui se nourrissent principalement d'algues et de petits invertébrés (notamment planctoniques). Leur reproduction semble pélagique.
Plusieurs espèces sont élevées en aquarium, où ils se révèlent d'un entretien relativement facile malgré leur croissance rapide et importante.

## Liste des genres
Selon FishBase (4 juin 2014) :
- genre Chaetodipterus Lacepède, 1802
  - Chaetodipterus faber
  - Chaetodipterus lippei Steindachner, 1895
  - Chaetodipterus zonatus
- genre Ephippus Cuvier, 1816
  - Ephippus goreensis Cuvier, 1831
  - Ephippus orbis
- genre Parapsettus
  - Parapsettus panamensis
- genre Platax Cuvier, 1816
  - Platax batavianus Cuvier, 1831
  - Platax boersii Bleeker, 1853
  - Platax orbicularis (Forsskål, 1775)
  - Platax pinnatus (Linnaeus, 1758)
  - Platax teira (Forsskål, 1775)
- genre Proteracanthus
  - Proteracanthus sarissophorus
- genre Rhinoprenes
  - Rhinoprenes pentanemus Munro, 1964
- genre Tripterodon Playfair, 1867
  - Tripterodon orbis Playfair, 1867
- genre Zabidius Whitley, 1930
  - Zabidius novemaculeatus

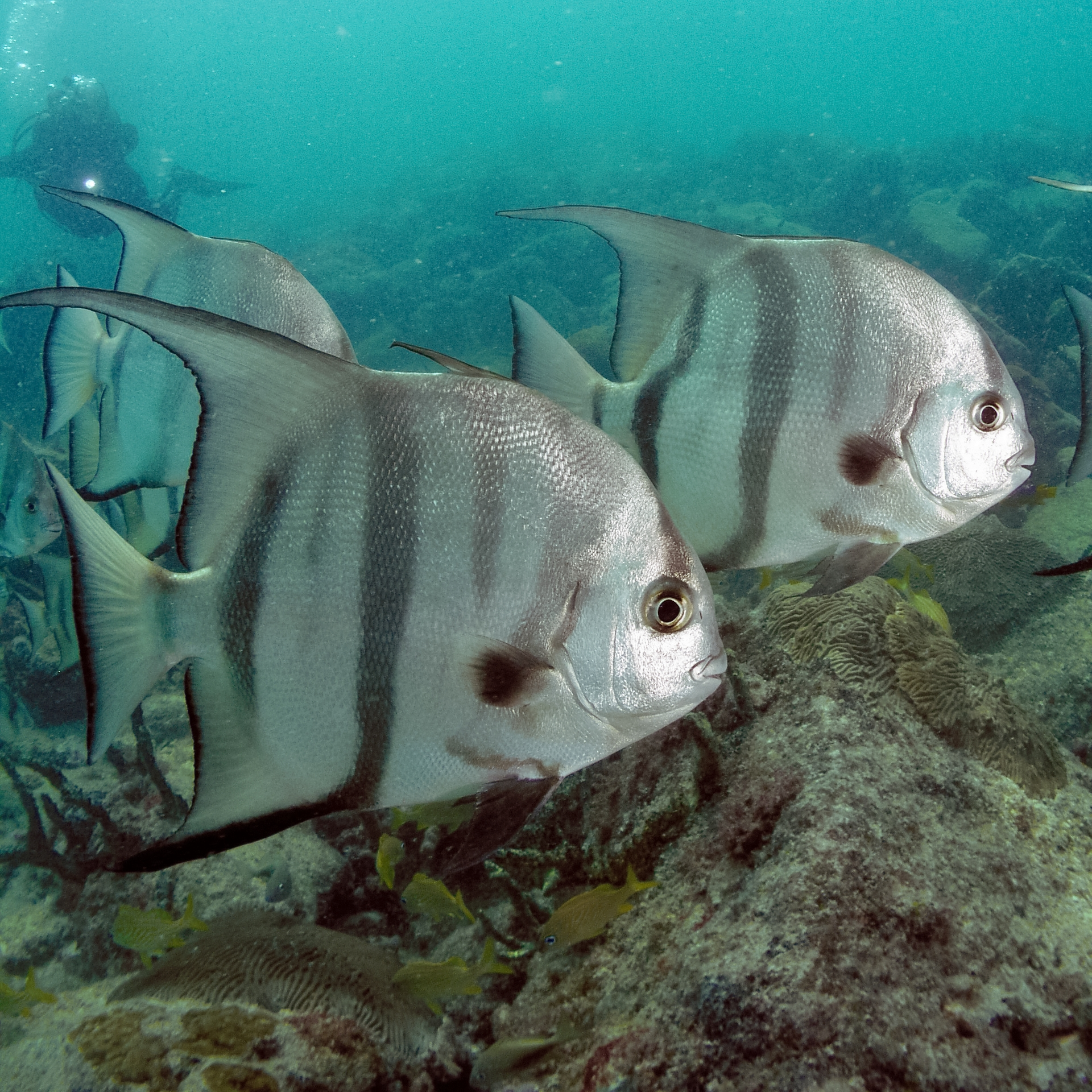
Chaetodipterus faber
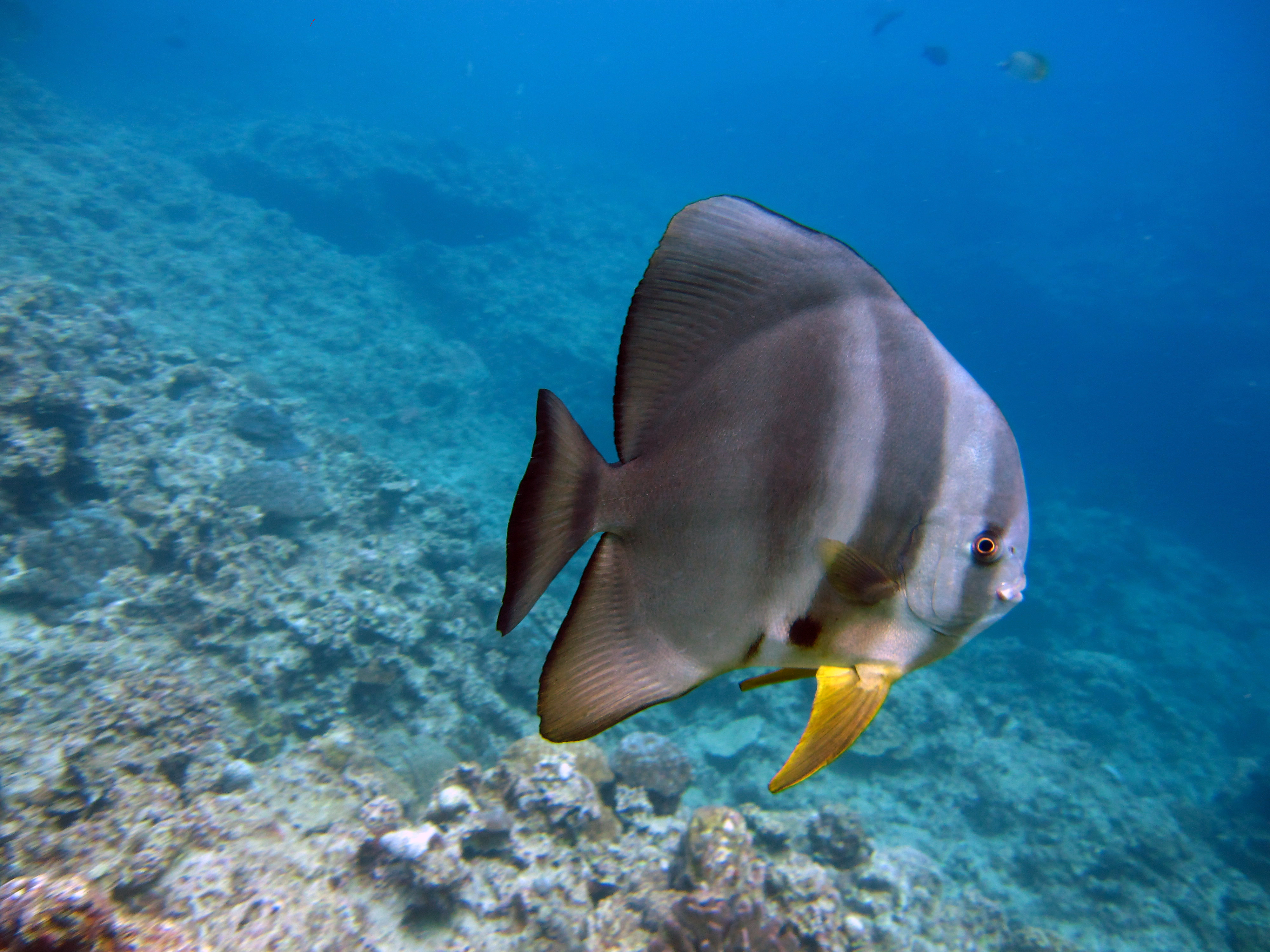
Platax teira
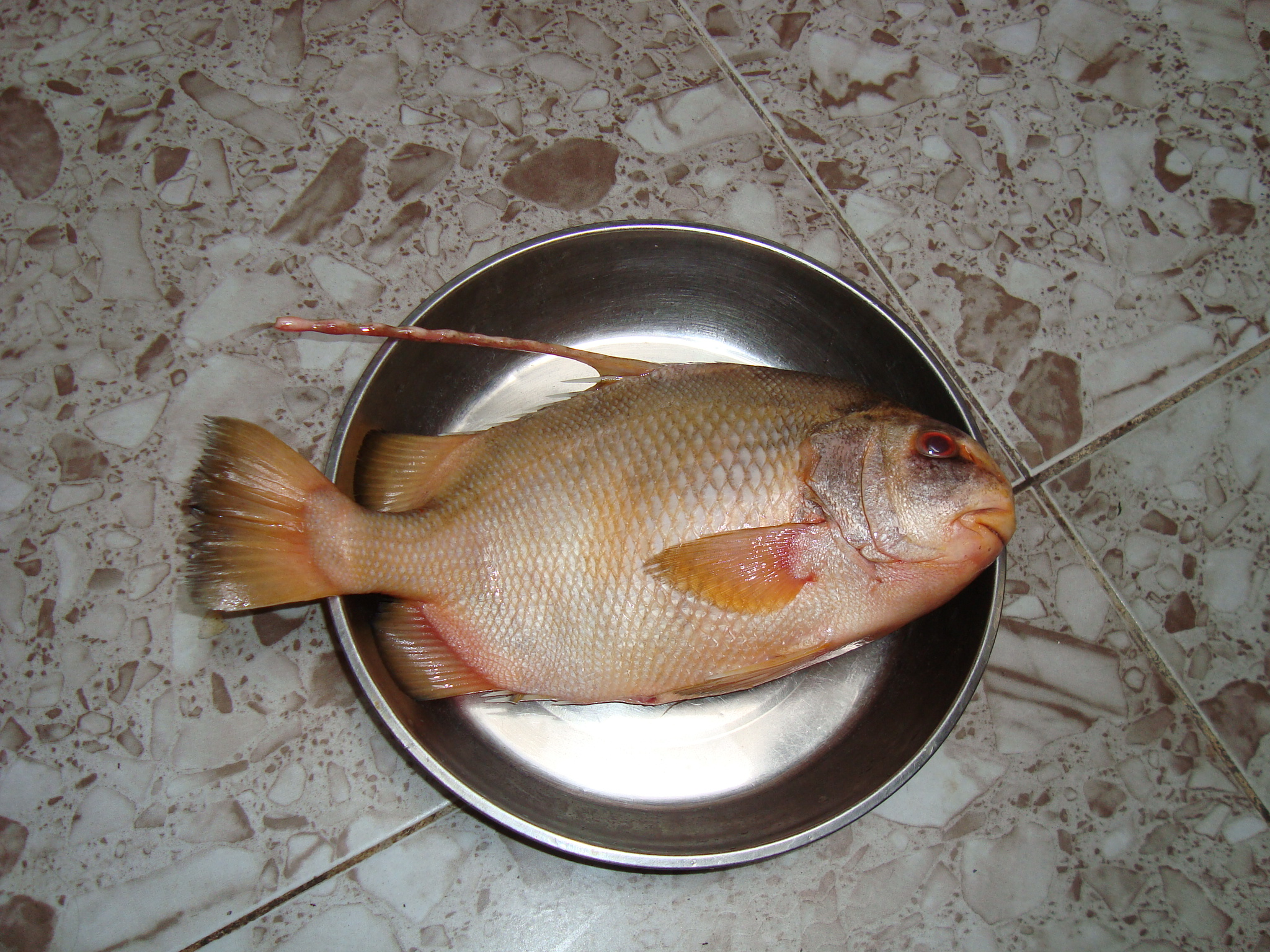
Proteracanthus sarissophorus
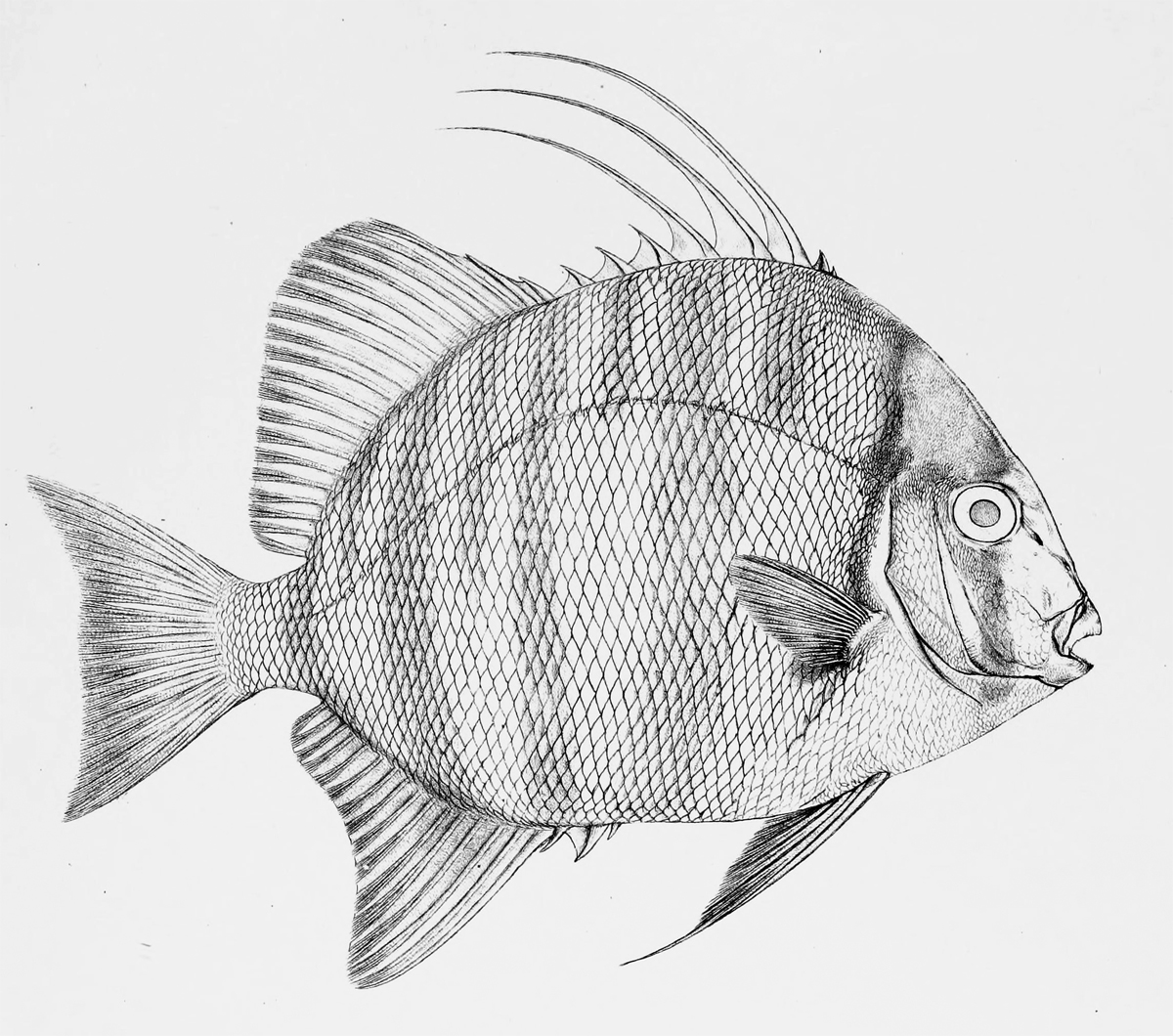
Tripterodon orbis
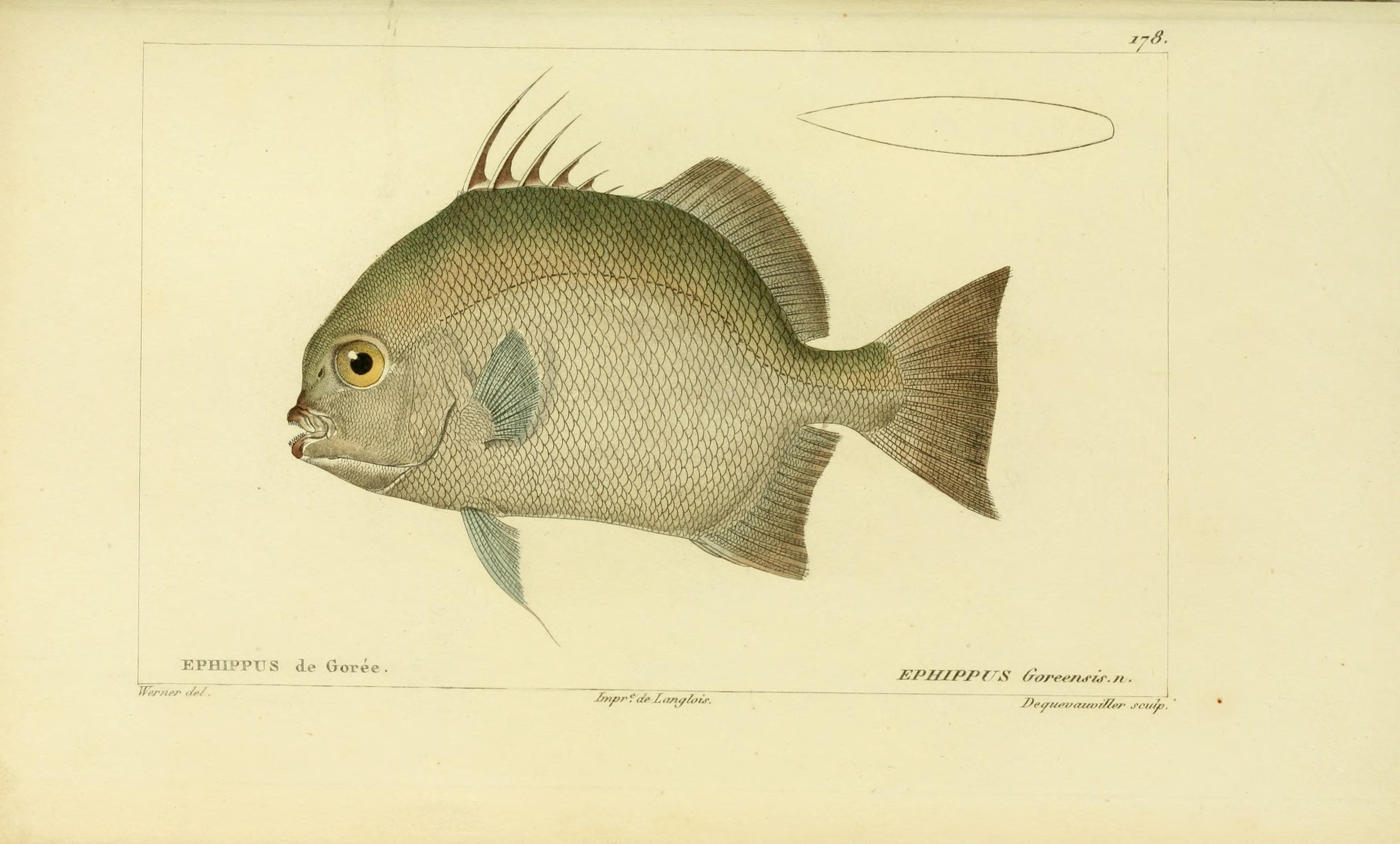
Ephippus goreensis